# چتاب سفلی
چتاب سفلی/ چتاب اقاکریم/، روستایی از توابع بخش مرکزی شهرستان میانه در استان آذربایجان شرقی ایران است.

## جمعیت
این روستا در دهستان گرمه جنوبی قرار دارد و براساس سرشماری مرکز آمار ایران در سال ۱۳۸۵، جمعیت آن ۱۷۵ نفر (۴۳خانوار) بوده‌است.